# Granitol
Granitol er et materiale til indbinding af bøger. Grundlaget er en solid shirting som bliver forstærket med en vandtæt belægning af en nitrocelluloseforbindelse. Det bliver indfarvet og mønsterpræget så det illuderer skind eller læder. Granitol er betydeligt stærkere end sædvanlig shirting og er velegnet til indbinding af biblioteksbøger eller bøger der udsættes for meget slid.
Udtrykket bruges især i Norge om materiale til dette formål; i Danmark anvendes ofte betegnelsen pluviusin. Pegamoid er en anden betegnelse der har været anvendt for imiteret læder, kunstlæder. Rexine er et tilsvarende materiale til bogindbinding, især brugt i England.